# Ste-Tanche (Lhuître)

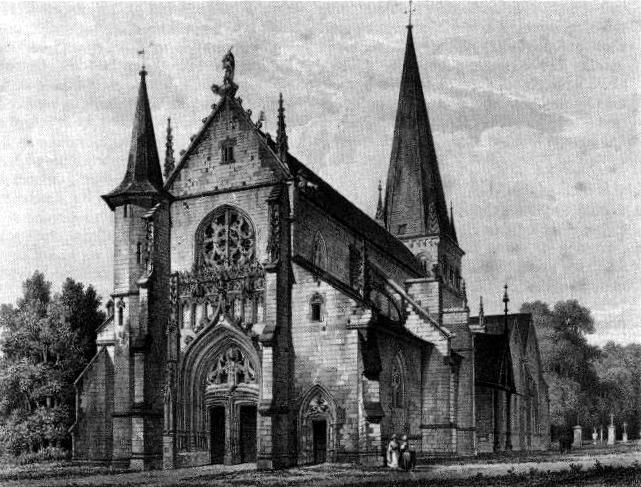
Die Kirche im Jahr 1852, Aufnahme von C. Fichot

Die römisch-katholische Kirche Sainte-Tanche in Lhuître (Département Aube, Region Grand Est, Frankreich), ist eine seit 1862 als Monument historique klassifizierte Wallfahrtskirche.

## Geschichte
Die Kirche wurde im 12. Jahrhundert zu Ehren der heiligen Tancha, einer jugendlichen Märtyrerin, die in der Nähe den Tod fand, errichtet. Der Vierungsturm wurde nach einem Brand im Jahr 1874 in der ursprünglichen Form erneuert.

## Anlage
Das westliche Querhaus und der Vierungsturm stammen noch aus der Romanik. Der Chor mit 5/8-Schluss wurde im 14. Jahrhundert erbaut. Das Doppelquerhaus ist in der Champagne vielfach verbreitet. Das dreischiffige Langhaus mit vier Jochen und Portale im Flamboyantstil wurden im frühen 16. Jahrhundert errichtet. Das Südportal besitzt eine Pietà aus der Erbauungszeit. Die Kapitelle der Pfeiler zeigen Propheten, eine Sibylle und einen Krieger, Tiere und Blätterwerk. Das Retabel des Altars aus der Frührenaissance um 1535 zeigt die Skulptur der Leidensgeschichte.

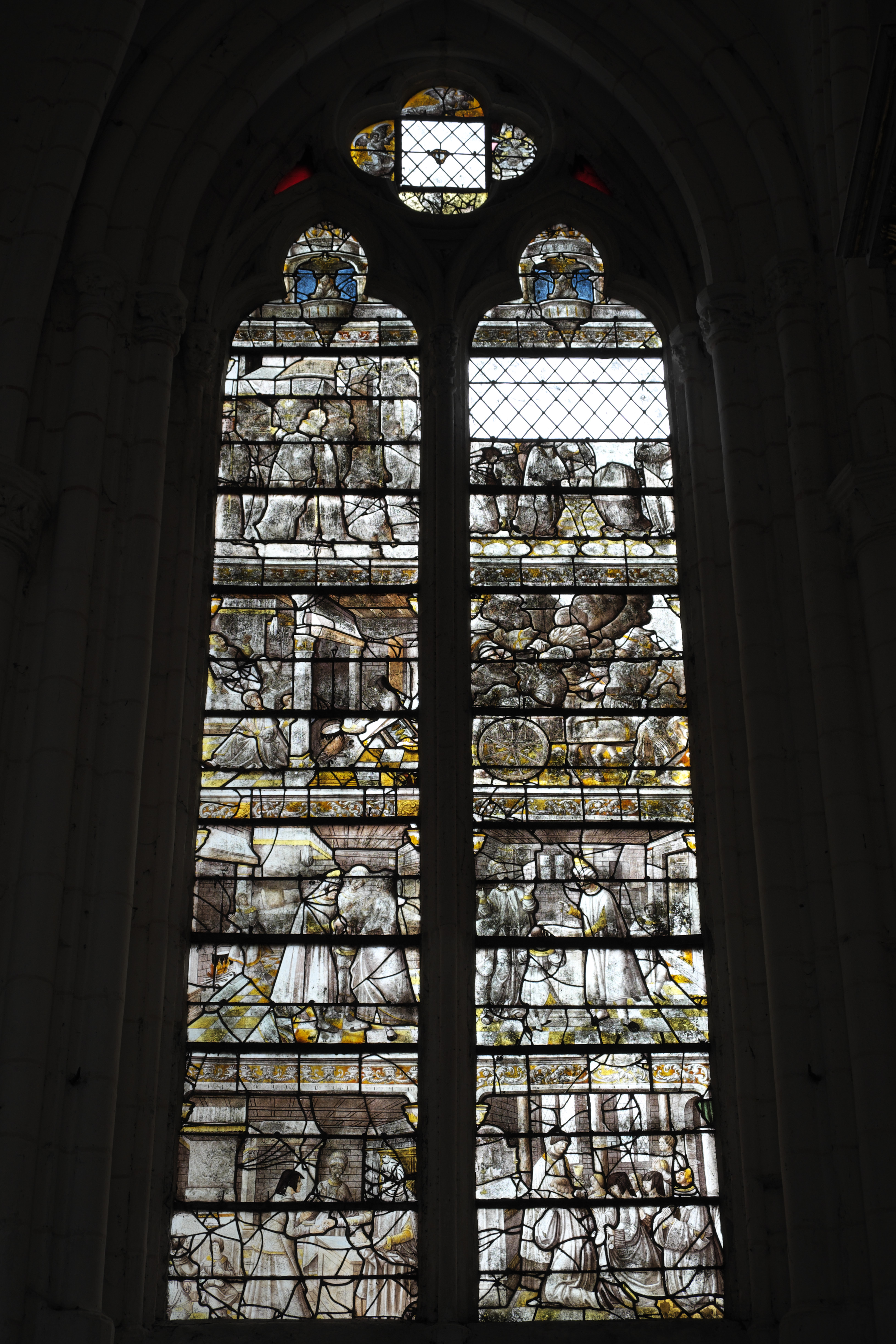
Grisaillefenster

## Glasfenster
In der Apsis Darstellung des Hostienfrevels in Grisailletechnik aus dem zweiten Viertel des 16. Jahrhunderts und Geschichte des hl. Josef. Weitere Darstellungen der Kindheit Christi (14. Jahrhundert), Szenen aus dem Leben des hl. Nikolaus (Mitte des 15. Jahrhunderts), Passionsszenen (erstes Viertel des 16. Jahrhunderts), Verklärung Christi, um 1535, Glasmalerei der Seligpreisungen aus derselben Zeit. Rechts der Apsis Virgo lactans und Tafeln zum Martyrium Johannes des Täufers, um 1480.